# カール・レオンハルト・ラインホルト

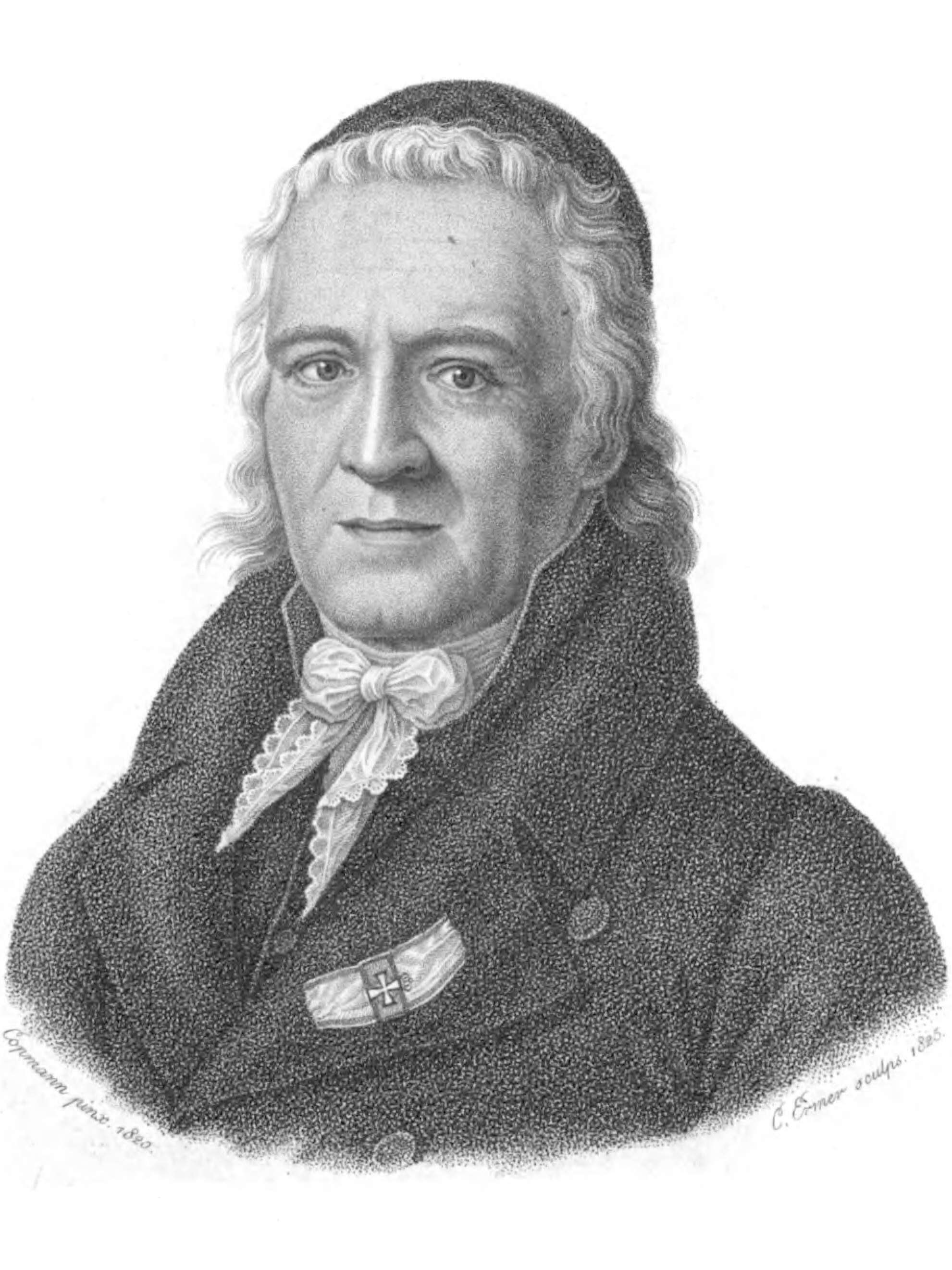
カール・レオンハルト・ラインホルト

カール・レオンハルト・ラインホルト（Karl Leonhard Reinhold, 1757年10月26日 - 1823年4月10日）は、オーストリアで生まれドイツで活躍した哲学者である。
当時、あまり受け入れられていなかったイマヌエル・カントの哲学の体系化を意識を根源とした表象能力によって行い、これによってカント哲学の独自性をドイツの思想界に一気に普及させたこと、またこの体系化という仕事が、カント哲学からヨハン・ゴットリープ・フィヒテ、ゲオルク・ヴィルヘルム・フリードリヒ・ヘーゲルに至るドイツ観念論への道筋を与えたということなどの影響が見られる。思想史の流れからしても重要な橋渡しをした思想家といえる。

## 生涯
ラインホルトは、1757年（1758年生まれ説も多い）にウィーンで生まれた。イエズス会などのカトリック系の学校に通い、当初はカトリックの司祭・哲学教師などを務めていた。1783年にライプツィヒに移りプロテスタントに改宗、フリーメイソンの会員になる。この頃の彼は、旺盛していた啓蒙思想の影響や無神論・デイヴィッド・ヒュームの懐疑論などの影響を受け、伝統的なカトリックからの脱却などを図っていた。1784年には、ヴァイマルへ行き、そこでドイツの詩人クリストフ・マルティン・ヴィーラントを知る（後にヴィーラントの養子となる）。ヴィーラントが主宰していた、当時ドイツで一番権力のあった文芸雑誌 Der Teutsche Merkur（ドイツ語でメルクリウスの意。メルクリウスはギリシア神話のヘルメースのことで、また水星の意味もある）で後に『カント哲学についての書簡』(Briefe über die Kantische Philosophie) という名で知られる一連のカント哲学にたいする書簡をこの雑誌に投稿していた。1786年に発表されたこの書簡は、当時あまりの受け入れられていなかったカント哲学に対する解説として受け入れられ、カント哲学がドイツの思想界に知られることとなる。この時点がいわゆるドイツ観念論の始まりと見てもよい。この書簡の公表で一躍有名になったラインホルトは、1787年にイェーナ大学に招聘された。彼は、自身の哲学を何人にも疑い得ない人間の意識の命題となす (Satz des Bewusstseins)、すなわち表象能力においてカント哲学を統一させようとし、いわゆる「根元哲学」(Elementarphilosophie) を打ち立てた。
1789年には主著になる『表象能力の新理論の試み』を刊行。これはカント哲学に含んでいた二元論的な問題（理論理性と実践理性）を一元化し、体系化しようとする最初の試みであった。この試みは、新しい哲学体系を打ち立てたというより、カント哲学に含んでいた問題を表面化させた功績が大きい。この一元化・体系化の試みによって、ラインホルトの後任としてイェーナに招聘されたフィヒテの知識学の構想に直接的な影響を与えたことも見逃せない。1794年にイェーナ大学を退官した後はキール大学に招聘され、1823年に没するまで当地で講義していた。後年のラインホルトはフィヒテやフリードリヒ・ハインリヒ・ヤコービの影響を受けていた。